# Emmerschans (wijk)
Emmerschans is een woonwijk van de plaats Emmen in de Nederlandse provincie Drenthe. De naam is afkomstig van de nabijgelegen Emmerschans, een voormalig verdedigingswerk. Deze schans is thans een rijksmonument. In 2023 had de wijk 1.165 inwoners.

## Geschiedenis
In het verleden was de Emmerschans een verdedigingswerk. Vrijwel alle straatnamen herinneren aan deze schans. In 1902 werd Emmerschans een bewoond dorp binnen de gemeente Emmen. Sinds de jaren 70 is Emmerschans, van een zelfstandig dorp, een wijk van de plaats Emmen geworden. In 2002 vierden de inwoners het 100-jarig bestaan van Emmerschans. In datzelfde jaar werd een herstructurering van de wijk aangekondigd. Dit behelsde de sloop en renovatie van woningen in een zevental straten.

## Bezienswaardigheden
- Het in 1971 gerealiseerde kunstproject van de Amerikaan Robert Smithson: Broken Circle and Spiral Hill.
- Stuifzandgebied Haantjebak met daarin Haantjeduin, het hoogste natuurlijke punt van Drenthe.
- Voormalige vuilnisbelt aan de Schansstraat, een van de hoogste kunstmatige heuvels van Drenthe.

## Geografie
De wijk ligt in het noordoosten van de plaats Emmen. Het grenst in het westen aan het bosgebied Emmerdennen, met een toegang naar Haantjeduin. Aan de noord- en oostkant van de wijk bevinden zich (voormalige) zandgaten, terwijl aan de zuidkant de wijk Emmerhout ligt. Even ten oosten van de wijk ligt de steilrand van de Hondsrug.

## Verenigingen
- Voetbalvereniging EHS '85